# 玉津浦站
玉津浦站（日语：／ Tamatsu-Ura eki */?）是一座位於愛知縣碧南市鹽濱町3丁目，名古屋鐵道（名鐵）三河線的車站（廢站）。

## 歷史
- 1926年（大正15年）9月1日：隨著大濱港（後來改名為碧南）至神谷（後來改名為松木島）之間的鐵路線（當時名為三河鐵道）開通，此站啟用[1]。
- 1935年（昭和10年）：站外側線大濱臨港線運送株式會社專用線開通[2]。
- 1941年（昭和16年）6月1日：三河鐵道合併至名古屋鐵道。成為名古屋鐵道三河線的車站。
- 1959年（昭和34年）12月3日：專用線被廢除[2]。部分大濱三鱗側線還存在[3]。
- 1961年（昭和36年）5月11日：廢除貨運業務[4]
- 1966年（昭和41年）：成為無人車站[5]。
- 1968年（昭和43年）4月1日：大濱三鱗側線被廢除[3]。
- 1990年（平成2年）7月1日：廢除碧南至吉良吉田之間的電氣化設備[6]。開始使用鐵路巴士（KiHa20形（日语：名鉄キハ10形気動車））行走該路段[6]。
- 2004年（平成16年）4月1日：車站被廢除[1]。

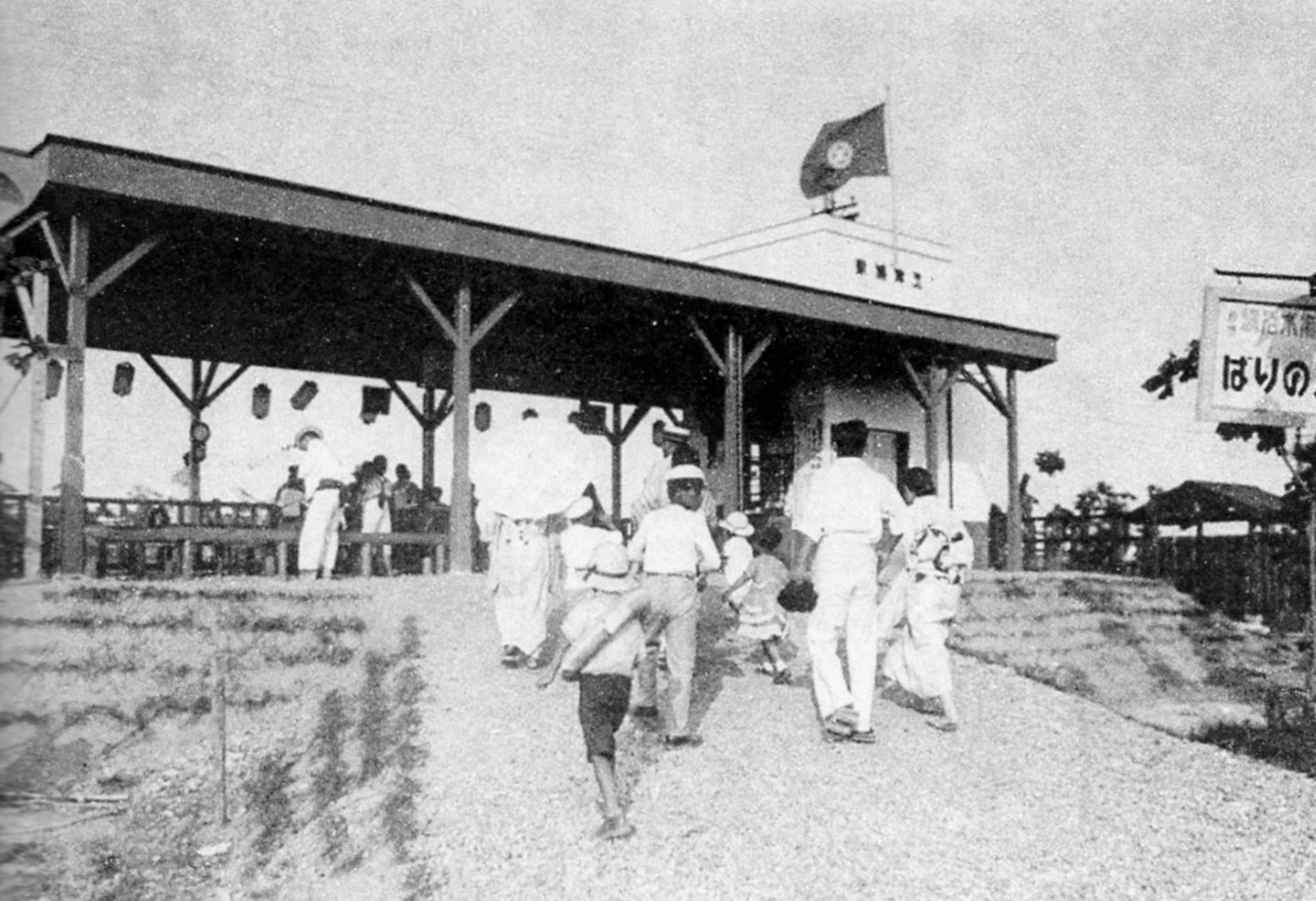
三河鐵道時代的玉津浦站
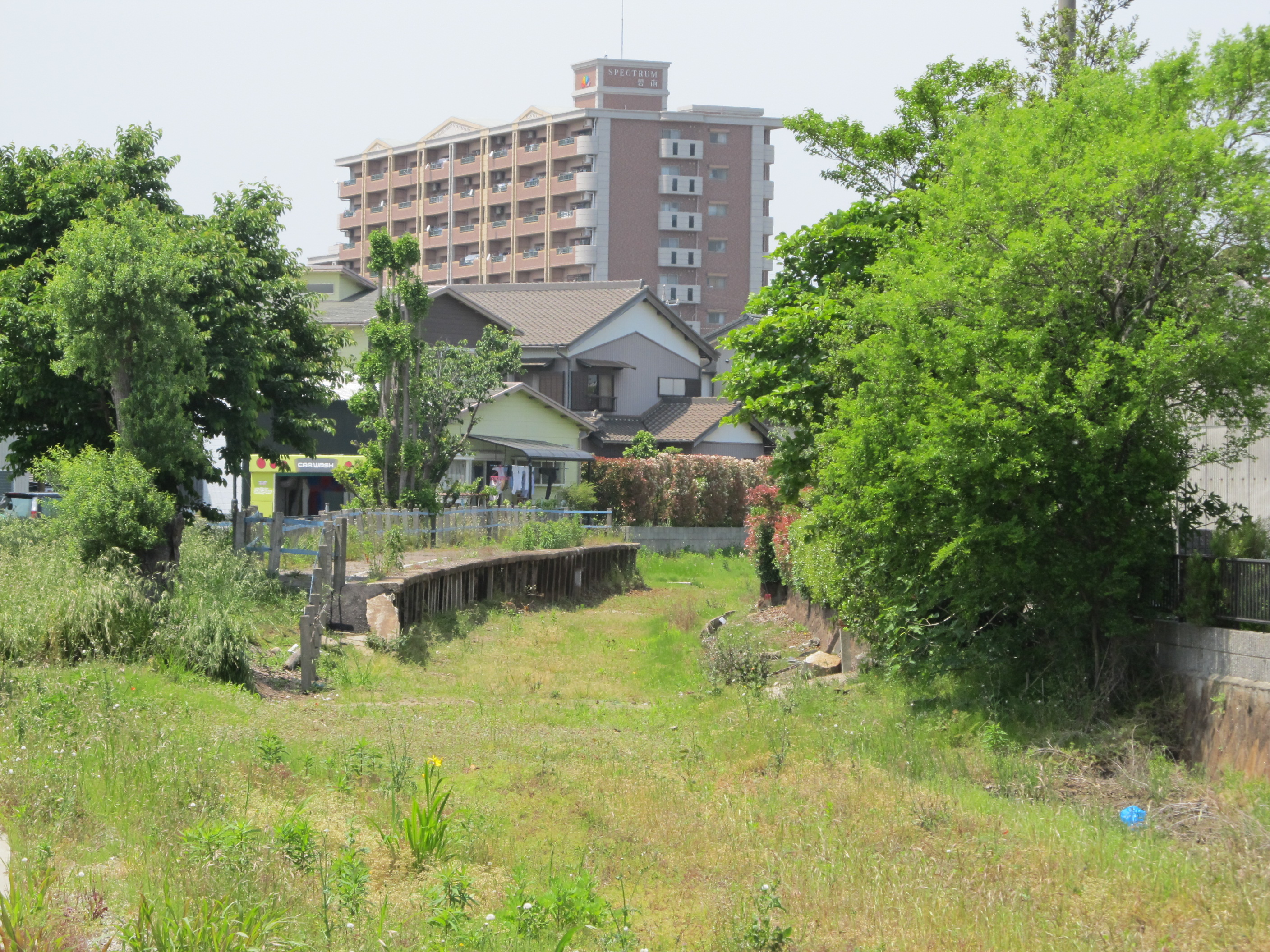
廢除後的玉津浦站（2012年）
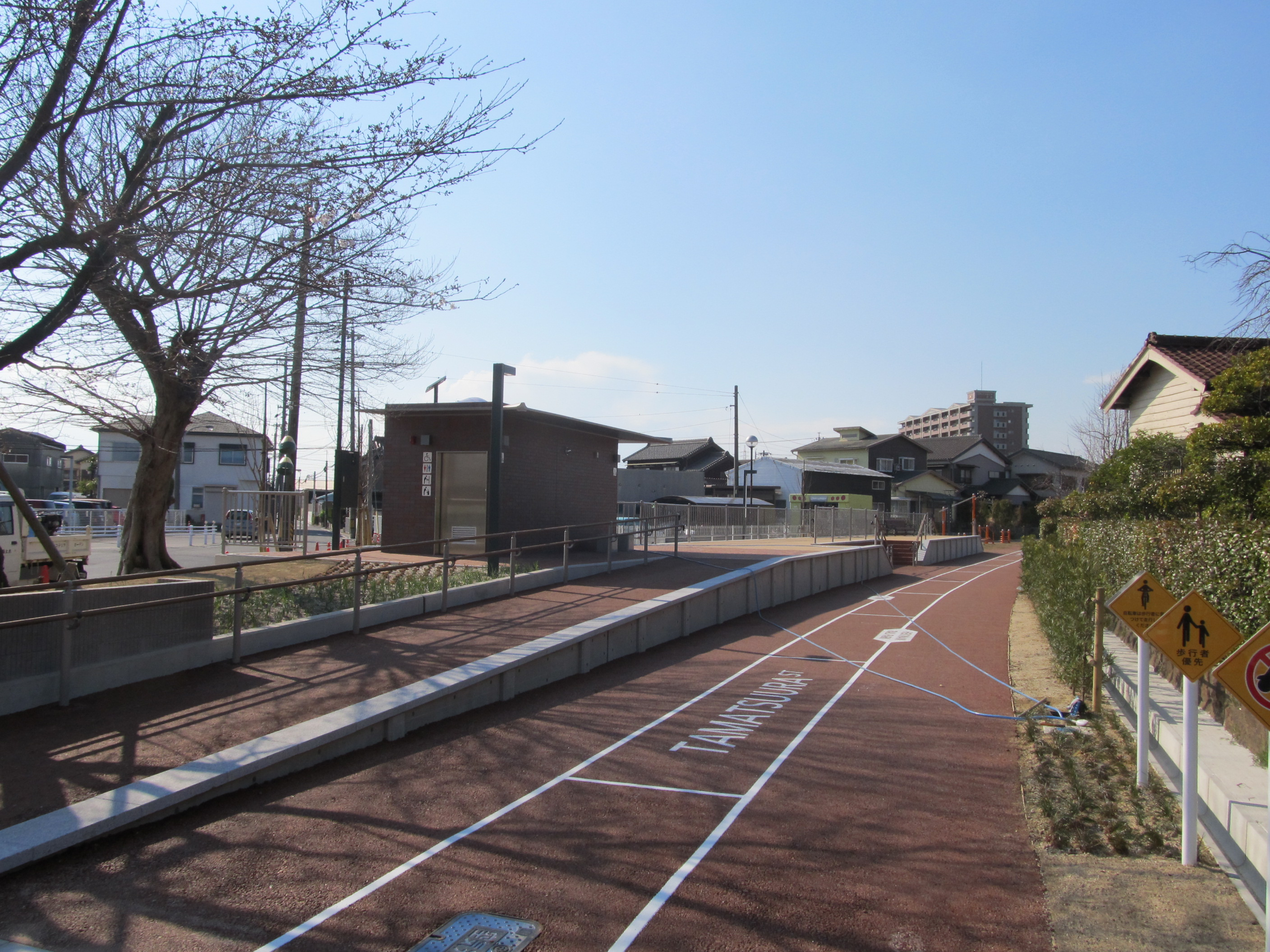
碧南鐵路公園內的玉津浦站遺址

## 車站構造
車站是一座地面車站。設有1面1線的單式月台。在晩年月台上沒有上蓋。曾經附近設有貨物線（大濱臨港線運送專用線）。

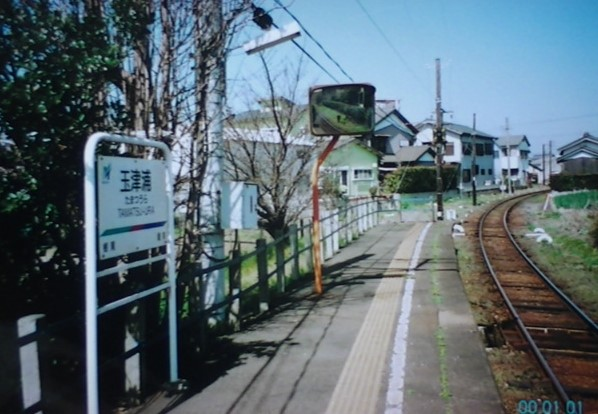
月台（2004年）

### 配線圖
| ← 碧南方向      | 玉津浦站 站內配線略圖 | → 吉良吉田方向 |
| 图例 参考文献： |                       |                |

### 大濱臨港線運送專用線
在玉津浦站附近至字大水落（現時：岬町2丁目）之間曾經設有貨物側線（專用線），由「大濱臨港線運送」擁有。與大濱口支線的用途相同，都是連接鐵路與衣浦港船運（大濱口支線連接堀川，此側線連接蜆川）。該側線沒有特別名稱。而另一方面，碧南站至玉津浦站之間的大濱口支線設有別稱「大濱臨港線」，路線名稱與公司名稱相同，因此很容易來混淆兩者。
大濱口支線在戰後仍然存在，當時還有一些臨時客運班次，運送乘客前往玉津浦海灘。後來由於發生伊勢灣颱風，使該支線在1959年（昭和34年）12月3日被廢除。在廢除後，分支點至車站後方全長0.1公里區間變為大濱三鱗專用線，該專用線一直運作至1968年（昭和43年）4月1日。

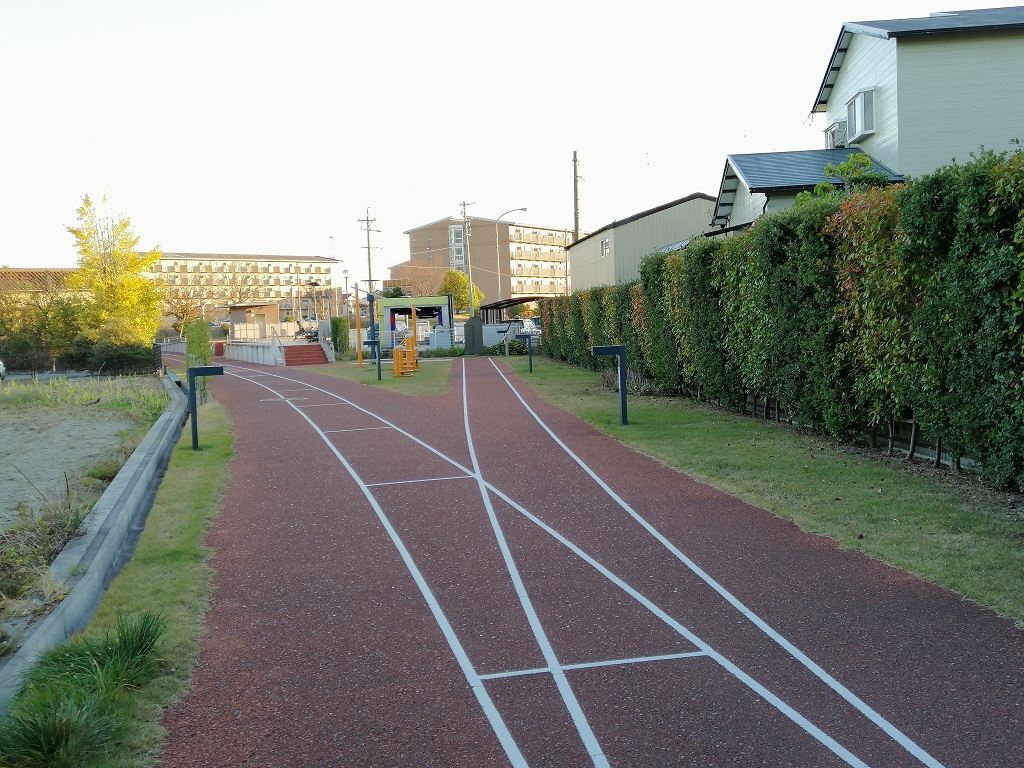
大濱臨港線分支點遺址。現時變為碧南鐵路公園，並且展示出當時的路軌走線模樣。
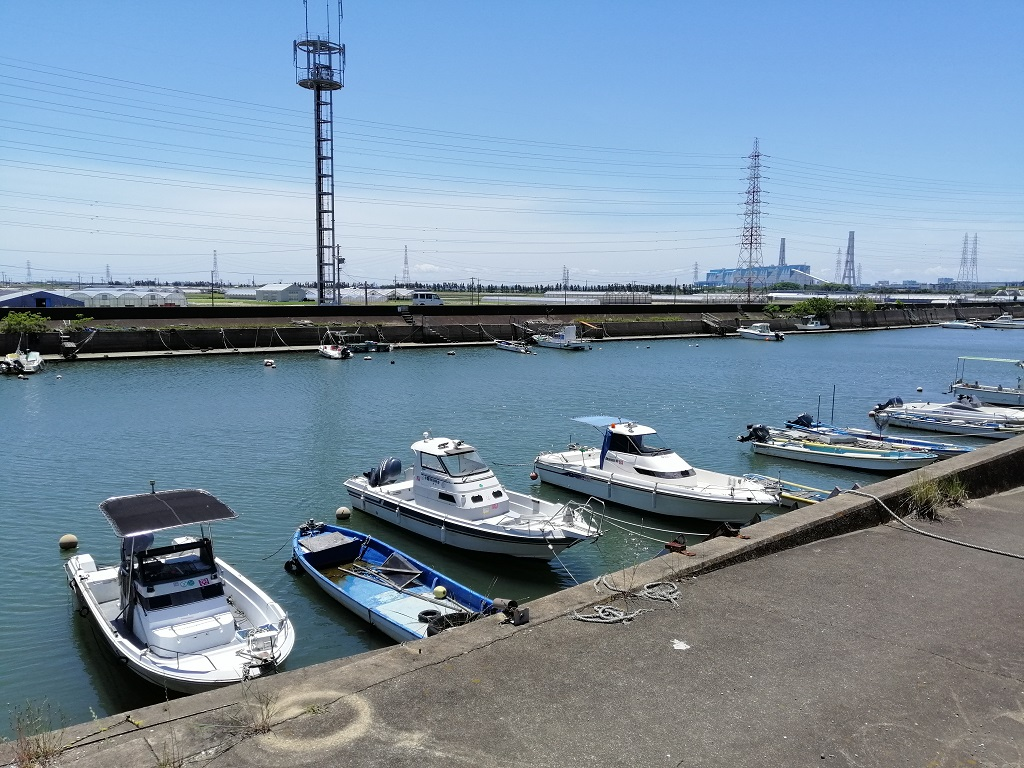
蜆川

## 使用狀況
- 在中提及在1992年度，當時1日平均上下車人次為83人，為除岐阜市內線均一車費區間內各站（岐阜市內線、田神線、美濃町線徹明町站至琴塚站之間）外名鐵所有車站（342站）中排名第338，三河線（38站）排名第38[9]。
- 在中提及在2003年度1日平均乘車人次為32人[10]。以下為2003年度前，1日平均乘車人次的列表：

| 年度   | 1日平均 乘車人次 |
| ------ | ---------------- |
| 1998年 | 38               |
| 1999年 | 35               |
| 2000年 | 36               |
| 2001年 | 38               |
| 2002年 | 34               |
| 2003年 | 32               |

## 車站周邊
- 碧南市立大濱小學（日语：碧南市立大浜小学校）
- 愛知縣道307號玉津浦停車場線（日语：愛知県道307号玉津浦停車場線）

## 相鄰車站
名古屋鐵道
三河線（廢除區間）
碧南－玉津浦－棚尾
大浜臨港線運送
專用線
玉津浦－玉津浦海岸（臨時客運業務時的名稱）

## 注腳
1. 1 2  今尾恵介（監修）.  7 東海. 新潮社. 2008: 45. ISBN 978-4107900258 （日语）.
2. 1 2 3 4 5   (PDF). 碧南市.   [2019-03-31]. （原始内容存档 (PDF)于2019-03-31） （日语）.
3. 1 2 3  清水武; 田中義人; 澤内一晃. . Photo‧Publishing. 2021: 68, 268. ISBN 978-4802132701 （日语）.
4. ↑  神谷力（編）. . 郷土文化社. 2000: 235. ISBN 978-4876701292 （日语）.
5. ↑  神谷力（編）. . 郷土文化社. 2000: 106. ISBN 978-4876701292 （日语）.
6. 1 2  . 交通新聞 (交通新聞社). 1990-06-23: 1 （日语）.
7. ↑  碧南の名鉄三河線廃線跡に遊歩道 （页面存档备份，存于）（日語） 中日新聞 2016年3月30日
8. ↑  電氣車研究會，《鐵道畫刊》通卷第473號 1986年12月 臨時增刊號 「特集 - 名古屋鐵道」，附圖「名古屋鐵道路線略圖」
9. ↑  名古屋鐵道廣報宣傳部（編）. . 名古屋鐵道. 1994: 651–653.
10. 1 2  平成17年度刊愛知県統計年鑑 第10章　運輸，通信 鉄道（JRを除く私鉄）駅別乗車人員 （页面存档备份，存于）（日語）
11. ↑  平成12年度刊愛知県統計年鑑 第10章　運輸，通信 鉄道（JRを除く私鉄）駅別乗車人員 （页面存档备份，存于）（日語）
12. ↑  平成13年度刊愛知県統計年鑑 第10章　運輸，通信 鉄道（JRを除く私鉄）駅別乗車人員 （页面存档备份，存于）（日語）
13. ↑  平成14年度刊愛知県統計年鑑 第10章　運輸，通信 鉄道（JRを除く私鉄）駅別乗車人員 （页面存档备份，存于）（日語）
14. ↑  平成15年度刊愛知県統計年鑑 第10章　運輸，通信 鉄道（JRを除く私鉄）駅別乗車人員 （页面存档备份，存于）（日語）
15. ↑  平成16年度刊愛知県統計年鑑 第10章　運輸，通信 鉄道（JRを除く私鉄）駅別乗車人員 （页面存档备份，存于）（日語）